# 440. pehotni polk (Wehrmacht)
440. pehotni polk (izvirno nemško Infanterie-Regiment 440) je bil eden izmed pehotnih polkov v sestavi redne nemške kopenske vojske med drugo svetovno vojno.

## Zgodovina
Polk je bil ustanovljen 20. januarja 1940 kot polk 7. vala na vadbišču Königsbrück in dodeljen 164. pehotni diviziji (od 10. januarja istega leta znana kot trdnjavska divizija Kreta). 
15. oktobra istega leta je bil polk preimenovan v 440. grenadirski polk.